# Międzynarodowy pakt praw gospodarczych, społecznych i kulturalnych
     państwa, które ratyfikowały traktat
     państwa, które podpisały, ale nie ratyfikowały traktatu
     państwa, które nie podpisały traktatu

Państwa strony traktatu:
państwa, które ratyfikowały traktat
państwa, które podpisały, ale nie ratyfikowały traktatu
państwa, które nie podpisały traktatu

Międzynarodowy pakt praw gospodarczych, społecznych i kulturalnych – jeden z dwóch paktów praw człowieka, o których stworzeniu zdecydowano w 1947. Ze względu na głębokie rozbieżności co do jego tekstu, dopiero w 1954 Komisja Praw Człowieka ONZ przekazała dokumenty Zgromadzeniu Ogólnemu Organizacji Narodów Zjednoczonych, to zaś zakończyło prace w 1966 i przyjęło jednomyślnie traktat 16 grudnia w Nowym Jorku, razem z Międzynarodowym paktem praw obywatelskich i politycznych. Wszedł w życie 3 stycznia 1976 roku.
Pakt został spisany  w językach: angielskim, chińskim, francuskim, hiszpańskim i rosyjskim. Wszystkie wymienione są językami autentycznymi traktatu (art. 31). Depozytariuszem Paktu jest Sekretarz Generalny Organizacji Narodów Zjednoczonych (art. 26).
Do 2024 pakt ratyfikowało 171 państw. Polska ratyfikowała go 18 marca 1977, zaś wszedł on w stosunku do niej w życie 18 czerwca tegoż roku.

## Zawartość
Preambuła – zawiera motywy, jakimi kierowały się państwa strony przy zawieraniu umowy.
Część I (art. 1) – określa prawo narodów do samostanowienia, a także do swobody określania swego statusu politycznego i rozwoju gospodarczego, społecznego i kulturalnego, jak również korzystania z bogactw naturalnych.
Część II (art. 2-5) – określa zobowiązania Państw-Stron do podjęcia odpowiednich kroków, przy wykorzystaniu maksymalnych dostępnych im środków, w celu stopniowej, pełnej realizacji praw wskazanych w Pakcie. Zobowiązuje Państwa-Strony do niedyskryminowania w gwarantowaniu wymienionych praw ze względu na rasę, kolor skóry, płeć, język, religię, poglądy polityczne lub inne, pochodzenie, sytuację majątkową, urodzenie, czy jakiekolwiek okoliczności.
Część III (art. 6-15) – ustala katalog praw, wymieniając prawo do pracy, jej sprawiedliwych warunków (w tym odpowiedniego wynagrodzenia, bezpieczeństwa i higieny, możliwości awansu, a także urlopu i czasu wolnego); prawo do tworzenia i przystępowania do związków zawodowych i strajku; prawo do zabezpieczenia społecznego; odpowiedniego poziomu życia; ochrony zdrowia fizycznego i psychicznego; prawo każdego do nauki, która powinna być obowiązkowa, bezpłatna i dostępna dla wszystkich na poziomie podstawowym, powszechnie dostępna dla wszystkich na poziomie średnim i w równym stopniu dostępna dla wszystkich na zasadzie zdolności (przy czym dostępność nauczania na poziomie średnim i wyższym ma być realizowana między innymi przez stopniowe wprowadzanie bezpłatnej nauki); czy wreszcie do udziału w życiu kulturalnym, korzystania z postępu naukowego.
Część IV (art. 16-25) – zapewnia przestrzeganie praw uznanych w Pakcie, przez zobowiązanie państw stron do przedkładania sprawozdań Sekretarzowi Generalnemu ONZ oraz Radzie Gospodarczej i Społecznej.
Część V (art. 26-31) – zawiera sposób ratyfikacji i wejścia w życie paktu.

## Komitet Praw Gospodarczych, Społecznych i Kulturalnych
Pakt pierwotnie nie przewidywał powołania specjalnego organu, pozostawiając w ten sposób kontrolę przestrzegania traktatu Radzie Gospodarczej i Społecznej. Ostatecznie w 1985, na mocy swojej rezolucji nr 1985/17, Rada powołała do życia Komitet Praw Gospodarczych, Społecznych i Kulturalnych, przyznając mu prawo do rozpatrywania sprawozdań z realizacji paktu składanych przez państwa strony. Ustrój i funkcjonowanie Komitetu są wzorowane na Komitecie Praw Człowieka.
W 2013 roku przewodniczącym Komitetu został po raz pierwszy w historii Polak – prof. dr hab. Zdzisław Kędzia z Uniwersytetu im. Adama Mickiewicza w Poznaniu. Wcześniej zasiadali w nim także Władysław Neneman i prof. dr hab. Andrzej Rzepliński. 

## Protokół fakultatywny
W 2008 roku Zgromadzenie Ogólne ONZ uchwaliło Protokół fakultatywny do Międzynarodowego paktu praw gospodarczych, społecznych i kulturalnych. Przewidziano w nim możliwość składania do Komitetu Praw Gospodarczych, Społecznych i Kulturalnych skarg międzypaństwowych (art. 10) i indywidualnych (art. 1). Wszedł on w życie 5 maja 2013, po trzech miesiącach od chwili dokonania jego dziesiątej ratyfikacji (art. 18). Do 2024 Protokół ratyfikowało 28 państw. Polska dotychczas go nie ratyfikowała.

## Znaczenie
Pakt konkretyzuje i rozszerza katalog praw zawartych w Powszechnej deklaracji praw człowieka. W przeciwieństwie do niej nie jest jedynie rezolucją Zgromadzenia Ogólnego, a umową międzynarodową, dlatego jako prawo międzynarodowe jest obowiązujący dla państw, które go ratyfikowały.